# Paavo Väyrynen
Paavo Matti Väyrynen (ur. 2 września 1946 w Kemi) – fiński polityk, wieloletni deputowany, poseł do Parlamentu Europejskiego IV, V, VI i VIII kadencji, minister w kilku rządach, lider Partii Centrum (1980–1990), kilkukrotny kandydat w wyborach prezydenckich.

## Życiorys
Egzamin maturalny zdał w 1965. W 1970 uzyskał magisterium z nauk społecznych na Uniwersytecie Helsińskim, a w 1988 doktoryzował się z nauk społecznych na Åbo Akademi w Turku. W 1996 objął stanowisko docenta na Uniwersytecie Lapońskim w Rovaniemi.
W latach 1970–1995 nieprzerwanie sprawował mandat deputowanego do Eduskunty, reprezentując kolejno okręgi Laponia i Uusimaa. Od 1970 do 1971 był sekretarzem premiera. W okresie 1972–1980 pełnił funkcję wiceprzewodniczącego Partii Centrum, następnie do 1990 kierował tym ugrupowaniem. Wielokrotnie zajmował stanowiska rządowe w gabinetach Marttiego Miettunena, Kaleviego Sorsy, Mauna Koivisto i Esko Aho. Był ministrem edukacji (1975–1976), pracy (1976–1977) i spraw zagranicznych (1977–1982, 1983–1987 oraz 1991–1993), a w latach 1983–1987 jednocześnie wicepremierem. W 1988 i 1994 bez powodzenia kandydował w wyborach prezydenckich.
W 1995 objął mandat posła do Parlamentu Europejskiego (po akcesji Finlandii do Unii Europejskiej), w związku z czym zrezygnował z zasiadania w parlamencie krajowym (deputowanym do Eduskunty był później formalnie przez tydzień w 1999). W 1996, 1999 i 2004 uzyskiwał reelekcję w wyborach europejskich. W PE od 1997 do 2004 sprawował funkcję wiceprzewodniczącego grupy Partii Europejskich Liberałów, Demokratów i Reformatorów.
W wyborach krajowych w 2007 ponownie został wybrany do Eduskunty. W drugim rządzie Mattiego Vanhanena objął urząd ministra handlu zagranicznego i rozwoju. Utrzymał zajmowane stanowisko również w powołanym 22 czerwca 2010 rządzie Mari Kiviniemi. Z parlamentu krajowego i następnie z rządu odszedł w 2011.
W 2012 był kandydatem swojego ugrupowania w wyborach prezydenckich (w pierwszej turze głosowania otrzymał 17,5% głosów, zajmując 3. miejsce). W 2014 ponownie wybrany do Parlamentu Europejskiego. W 2016 odszedł z Partii Centrum, do 2017 przewodniczył nowo powołanemu ugrupowaniu Kansalaispuolue. W 2017 z ramienia Chrześcijańskich Demokratów został wybrany do rady miejskiej Helsinek. W 2018 jako kandydat niezależny ponownie wystartował w wyborach prezydenckich, zajmując 4. miejsce z wynikiem 6,2% głosów.
W 2018 zrezygnował z miejsca w Europarlamencie, obejmując mandat w Eduskuncie, który wywalczył w 2015 i który wówczas po kilku dniach wykonywania zawiesił w związku z zasadą niepołączalności tych funkcji. W fińskim parlamencie zasiadał do 2019. W czerwcu 2023 zadeklarował swój start w wyborach prezydenckich w 2024 jako kandydat niezależny; nie udało mu się jednak zebrać wymaganych 20 tysięcy podpisów poparcia do zarejestrowania swojej kandydatury.